# Sonia Alfano
Sonia Alfano é uma política italiana.
Alfano foi deputada ao parlamento europeu de 2009 a 2014 pela Italia dei Valori.
Alfano é, desde 18 de abril de 2012, presidente da Comissão Especial Antimáfia.